# Kiss Me Princess
Kiss Me Princess est un manhwa de Kim Se Young, publié pour la première fois en 2002. Cette œuvre se classe dans la catégorie yaoi, c'est-à-dire qu'elle contient des histoires homosexuelles entre hommes.
C'est l'histoire d'un prince qui marie avec un autre prince dans un contexte médiéval. C'est devenu une œuvre célèbre dans Bijou, un magazine pour jeunes filles.
La commercialisation du manhwa est stoppée à la suite de la faillite de la maison d'édition.